# Koursk, un sous-marin en eaux troubles
Ne doit pas être confondu avec Kursk (film).
 (avril 2022).
Pour plus de détails, voir Fiche technique et Distribution.
Koursk, un sous-marin en eaux troubles est un documentaire français réalisé par Jean-Michel Carré.
Jean-Michel Carré, documentariste français, mène une contre-enquête sur le naufrage du K-141 Koursk, un sous-marin nucléaire de la marine russe, en étudiant des faits qui contredisent selon lui la thèse officielle.
Le documentaire a été fortement critiqué pour le peu de preuve solides apportées, la plupart des éléments étant des interprétations personnelles de divers intervenants, plus ou moins qualifiés, permettant d'autres interprétations possibles et tout aussi (voire plus) plausibles.

## Synopsis
D'après Jean-Michel Carré, les manœuvres auxquelles participait le Koursk aurait servies à présenter la dernière version de la torpille à hyper-cavitation VA-111 Chkval. Cette torpille de deux tonnes pourrait filer à 500 km/h sous l'eau, alors que les torpilles traditionnelles ont une vitesse d'environ 70 km/h. Une explication alternative serait qu'il aurait été question de faire la démonstration d'une torpille à propulsion MHD encore plus rapide, surnommée « la Grosse » par les services de renseignement militaires occidentaux[réf. nécessaire].
L'armée américaine s'intéresse donc de près à cette opération, d'autant plus que des officiels haut placés de l'Armée populaire de libération chinoise auraient été invités à assister à la démonstration.
Le documentaire note également que la veille de cette tragédie, Edmond Pope (en), un agent des renseignements américain, avait été condamné par un tribunal russe à vingt ans de prison pour avoir tenté d'acheter des informations sur les torpilles utilisées par la marine russe.
Pour surveiller les manœuvres, deux sous-marins américains de classe Los Angeles USS Memphis et Toledo, présents dans la mer de Barents au contact de la marine russe, auraient eu pour rôle d'espionner ces manœuvres. Ils auraient également eu pour mission de gêner le Koursk, en le frôlant de près, afin qu'il se retrouve obligé de renoncer à tirer cette fameuse torpille.
Après la première explosion, le Koursk aurait accéléré, comme s'il était l'objet d'une attaque (non prouvé). Le largage de grenades sous-marines par les navires russes participant à la manœuvre pourrait, selon le documentaire, être interprété, comme pour donner la chasse à un hypothétique sous-marin ennemi.
Le HMS Splendid, un sous-marin d'attaque britannique, aurait également été dans les parages.
Pendant les manœuvres, à la suite d'une collision accidentelle entre le Toledo et le Koursk, le Memphis aurait lancé une torpille contre le Koursk pour protéger la fuite du Toledo, endommagé. Le Toledo aurait ensuite gagné la base norvégienne de Håkonsvern à faible vitesse pour être réparé, tandis que le Memphis rentrait aux États-Unis. Le choc aurait provoqué la détonation de munitions située dans le compartiment de proue du Koursk, et l'aurait fait sombrer.
À cause des dégâts subis, le sous-marin aurait mis sept jours pour aller du lieu de l'accident, en mer de Barents, jusqu'à la côte norvégienne. Après huit jours de réparations, le submersible aurait gagné la base de Southampton à pleine vitesse, pour achever ses réparations dans un dock fermé.
Les États-Unis pourraient donc être à l'origine du naufrage du Koursk.
Au nom de la raison d'État, Vladimir Poutine aurait volontairement laissé mourir les survivants, car révéler ce qui s'était réellement passé aurait rendu impossible tout rapprochement avec les États-Unis, avec possibilité d'un conflit armé. Le refus de la Russie d'une aide étrangère pour remonter le Koursk, dans les heures qui suivirent son naufrage et les allégations fallacieuses sur l'état de la mer pour justifier le retard des secours pourraient être justifiés par cette volonté de cacher la vérité. Le documentaire fait remarquer au spectateur que les premières déclarations des responsables militaires russes, mettaient en cause les États-Unis et que les autorités américaines aient refusées de laisser du personnel non Américains d'inspecter le Toledo.
L'enquête officielle aurait ensuite laissé filtrer des explications en rapport avec une alternative plausible acceptable par les opinions publiques, que les médias institutionnels ont relayées.
Jean-Michel Carré ajoute également qu'une partie de la dette russe (dix milliards de dollars) à l'égard des États-Unis a été annulée peu après l'accident, et que la Russie a de nouveau été autorisée à contracter des prêts.
D'autres éléments sont invoqués tels que:
- La visite à Moscou, le 17 août 2000, du directeur de la CIA George Tenet ;
- La décision de laisser au fond de la mer le compartiment des torpilles, puis de le détruire, sans que l'enquête ne l'examine ;
- La censure des messages issus des cadavres de sous-mariniers (la partie secrète du manuscrit du sous-marinier Kolesnikov) ;
- La destruction des restes du Koursk après son renflouage et l'inspection, et le torpillage, ensuite, de l'avant resté sous l'eau ;

## Diffusion
Le documentaire est diffusé le 7 janvier 2005 sur France 2.
La thèse est reprise dans un article du quotidien Libération.

## Controverses

### Dégâts provoqués par une collision avec un sous-marin américain et d'une torpille reçue du sous-marin USSMemphis

Dimensions comparées d'un Oscar II et d'un Los Angeles.

Le tonnage d'un sous-marin de type Oscar II est deux fois plus important que celui d'un sous-marin de classe Los Angeles (cas du Toledo), et les SNLE russes sont particulièrement robustes car conçus pour percer la banquise.
Il est donc fort improbable qu'en cas de choc, ce soit le Koursk qui ait subi le plus de dommages. En outre, des débris de ce sous-marin auraient été retrouvés sur place, et le sous-marin américain aurait très probablement été repéré par les nombreux navires russes présents tout autour, les dommages subis nuisant à sa vitesse et sa furtivité.

### Chasseurs anti-sous-marins
Les avions représentés comme étant en train de chasser d'hypothétiques sous-marins américains sont des bombardiers Su-24 n’ayant aucune capacité de lutte anti-sous-marine, alors que les aéronefs de lutte ASM de la Flotte du Nord sont des Tu-142, complètement différents, et des hélicoptères.

### Réparations duToledo
Dans le documentaire, le Toledo aurait été réparé à la base norvégienne de Håkonsvern.
Le problème est que cette base ne soit pas appropriée à la réparation d'un sous-marin.
De plus, l’authenticité des photos d'un SNA américain en Norvège ne fut jamais prouvée. En outre, la tonnelle présente sur le pont du sous-marin se trouve à l'emplacement d'une trappe d'accès et non à celui d'une bouée de sauvetage (contrairement à ce qui a été avancé) et est vraisemblablement présente pour protéger la trappe des intempéries.
Le fait que les autorités américaines aient refusés de voir le Toledo être inspecté fait partie de la procédure pour les SNA.

### Présence de sous-marins américains dans la zone
La présence d'une quinzaine de bâtiments de surface et d'au moins trois autres sous-marins russes dans la zone de l'exercice aurait rendu toute approche de sous-marins étrangers très difficile dans ces eaux peu profondes, encore plus une fuite après l'accident ;

### Lancement d'une torpille américaine
Les « règles d'engagement » (rules of engagement ou ROE) américaines sont formelles : il n'est pas envisageable qu'un sous-marin américain ouvre le feu sur un sous-marin russe sans avoir été attaqué auparavant.
Si la collision avait eu lieu, il est fort improbable que le Memphis ait lancé une torpille acoustique de classe Mk.48 sur le Koursk, le risque de dégât collatéral sur le Toledo, encore proche, aurait été trop grand, et la chasse de cette torpille aurait été captée par les nombreux navires russes présents dans la zone, localisant immédiatement le sous-marin par triangulation.

### Absence d'impacts de torpilles
Dans le documentaire, un trou circulaire dans l'épave du Koursk est présenté comme "caractéristique d'un trou de torpille" (provoqué par l'entrée d'un objet extérieur).
Cependant les images de l'orifice sur le côté droit de la coque n'a pas l'aspect typique d'un impact de torpille Mk.48 AdCap: il mesure un bon mètre de diamètre (là où une Mk.48 mesure 533 mm), la découpe de la coque est parfaitement nette alors qu'un impact de torpille au nez arrondi l'aurait déchirée (d'autant plus qu'une Mk.48 n'explose pas au contact direct) et d'importantes déformations et traces de brûlures sur la coque auraient été visibles.
Il est plus probable est que cet orifice ait été découpé par les équipes de renflouement pour passer le câble qui a servi à découper la proue, la découpe passant exactement au milieu du trou. Il est en outre inconcevable que cette découpe ait eu pour but de faire disparaître les traces d'un impact de torpille, d'une part la zone endommagée aurait été beaucoup plus étendue autour de l'orifice, et d'autre part les plongeurs auraient découpé la coque plus en arrière pour qu'aucun témoin ne voient cette partie.

### Intervenants invités
Le film présente un homme, Maurice Stradling, comme "ingénieur en torpilles" qui affirme que l'orifice dans la coque "ressemble à une frappe de torpille, est obligatoirement une frappe de torpille". Dans un rapport du 5 août 2001 de la Royal Society of Chemistry, il affirme pourtant que le naufrage du Koursk est lié à une fuite de peroxyde d'hydrogène dans une torpille d'exercice qui a entraîné une réaction en chaîne et n'évoque à aucun moment une frappe de torpille venant de l'extérieur du sous-marin.

### Annulation de la dette russe
Concernant des prêts à la Russie, les négociations avec les organismes internationaux étaient déjà en cours avant cet accident, à la suite des conséquences de la crise financière russe de 1998.

### Manque de réaction des autorités russes
Une explication simple et possible des circonstances de l'opération de sauvetage et du manque de réaction des autorités russes réside dans l'état de décrépitude dans lequel se trouvait la marine russe à ce moment. Elle montre aussi le décalage entre une hiérarchie militaire formée à la soviétique et très encline au secret, et une société russe plus avide d'ouverture. Au temps de la marine soviétique, pas moins de vingt sous-marins, dont sept sous-marins nucléaires, ont été perdus en temps de paix entre 1945 et 1991 soit plus que l’ensemble des autres marines mondiales réunis, et d'autres accidents ont eu lieu depuis.